# Alan Rollinson
Alan Rollinson   (Walsall, 15 de maig de 1943 - Kidderminster, 2 de juny de 2019) va ser un pilot de curses automobilístiques britànic que va arribar a disputar curses de Fórmula 1.

## A la F1
Alan Rollinson va debutar a la cinquena cursa de la temporada 1965 (la setzena temporada de la història) del campionat del món de la Fórmula 1, disputant al circuit de Silverstone el GP de Gran Bretanya el 10 de juliol del 1965.
Va participar en una única prova puntuable pel campionat de la F1, no aconseguint qualificar-se per disputar la cursa i no assolí cap punt pel campionat del món de pilots.

## Resultats a la Fórmula 1
| 1965 | Gerard Racing | Cooper | Ford | SUD \| MON \| BEL \| FRA \| bgcolor="#FFCFCF"\| GBR NVQ | HOL \| ALE \| ITA \| USA \| MEX ! - | 0 |

### Resum
| Curses: | Victòries: | Pòdiums: | Poles: | Voltes ràpides: | Punts: |
| ------- | ---------- | -------- | ------ | --------------- | ------ |
| 1       | 0          | 0        | 0      | 0               | 0      |